# Andrea Frediani
Andrea Frediani (Roma, 1963) è uno storico e scrittore italiano.

## Biografia
Nato e cresciuto a Roma, fin da bambino Frediani ha espresso un forte interesse verso la storia.
Frequentato il liceo classico, ha seguito un corso di laurea in Lettere alla Sapienza - Università di Roma. Dopo essersi laureato in Storia medievale, Frediani ha iniziato a collaborare a riviste storiche come Storia e dossier.
Nel 1997 ha scritto il suo primo libro, Gli assedi di Roma per Newton Compton Editori; con questo libro ha vinto l'anno seguente il Premio letterario Orient-Express nella sezione romanistica.
Nel 2007 ha pubblicato il suo primo romanzo, intitolato 300 guerrieri, la battaglia delle Termopili, che raggiunse il settimo posto nella classifica dei libri più venduti.
Successivamente ha collaborato con svariate riviste di storia, come Focus Wars, Focus Storia, Storia militare, Medioevo, RID - Rivista italiana di difesa. Fa parte del comitato scientifico di Focus Wars.
Nel 2011 ha vinto il premio Selezione Bancarella con Dictator, il trionfo di Cesare.
Nel 2014 ha vinto il Premio "Torre di Castruccio" nella sezione letteratura.

## Opere

### Saggi
- Il sacco di Roma, Firenze, Giunti, 1990. ISBN 88-09-76240-1.
- Gli assedi di Roma. Razzie, violenze e saccheggi ai danni della città più assediata nella storia d'Europa, dall'invasione etrusca all'occupazione nazista, Roma, Newton & Compton, 1997. ISBN 88-8183-781-1. [Premio Orient Express 1998, nella sezione dei romanzi di romanistica]
- Le guerre dell'Italia unita, Roma, Tascabili economici Newton, 1998. ISBN 88-8183-961-X.
- Costantinopoli 1453. L'ultimo assedio, Firenze, Giunti, 1999. ISBN 88-09-76292-4.
- Attila, Firenze, Giunti, 2001. ISBN 88-09-02050-2.
- Gli ultimi condottieri di Roma. La caduta dell'impero romano nelle vicende dei suoi protagonisti, Roma, Newton & Compton, 2001. ISBN 88-8289-621-8.
- Le grandi battaglie di Roma antica. Dalle guerre sannitiche alle invasioni barbariche, i combattimenti e gli scontri che hanno avuto per protagonista la città eterna, Roma, Newton & Compton, 2002; 2023. ISBN 88-8289-724-9.
- Le grandi battaglie di Napoleone. Dalle grandi imprese di Marengo, Ulma, Austerlitz, Jena, Friedland e Wagram alle drammatiche disfatte in Russia, a Lipsia e a Waterloo, Roma, Newton & Compton, 2002. ISBN 88-8289-782-6.
- Guerre e battaglie del Medioriente nel XX secolo. Da Lawrence d'Arabia ai conflitti arabo-israeliani, fino alle guerre afgane e all'ultimo conflitto iracheno Roma, Newton & Compton, 2003. ISBN 88-8289-856-3.
- Le grandi battaglie di Giulio Cesare. Le campagne, le guerre, gli eserciti e i nemici del più celebre condottiero dell'antica Roma, Roma, Newton & Compton, 2003. ISBN 88-8289-941-1.
- Le grandi battaglie di Alessandro Magno. L'inarrestabile marcia del condottiero che non conobbe sconfitte, Roma, Newton & Compton, 2004. ISBN 88-541-0165-6.
- Le grandi battaglie dell'antica Grecia. Dalle guerre persiane alla conquista macedone, da Maratona a Cheronea, i più significativi scontri terrestri e navali di un impero mancato, Roma, Newton & Compton, 2005. ISBN 88-541-0377-2.
- I grandi condottieri che hanno cambiato la storia. Le imprese militari di cento straordinari generali, Roma, Newton & Compton, 2005. ISBN 88-541-0454-X.
- Le grandi battaglie del Medioevo. Dalle invasioni arabe alla caduta di Granada : mille anni di scontri e conflitti che hanno segnato la storia dell'umanità, Roma, Newton Compton, 2006. ISBN 88-541-0739-5.
- 101 segreti che hanno fatto grande l'impero romano, Roma, Newton Compton, 2009. ISBN 978-88-541-1618-4.
- L'ultima battaglia dell'impero romano. L'esercito del V secolo e la disfatta finale contro i vandali, Roma, Newton Compton, 2010. ISBN 978-88-541-2238-3.
- 101 battaglie che hanno fatto l'Italia unita. Rivolte popolari, azioni eroiche e scontri sanguinosi per realizzare un sogno, Roma, Newton Compton, 2011. ISBN 978-88-541-2339-7.
- I grandi condottieri di Roma antica. Gli uomini che impressero il loro marchio sulle conquiste, sulle battaglie e sulle guerre dagli albori di Roma alla caduta dell'ipero romano d'Occidente, Roma, Newton Compton, 2011. ISBN 978-88-541-2811-8.
- Le grandi battaglie tra greci e romani. Falange contro legione: da Eraclea a Pidna, tutti gli scontri tra opliti e legionari, Roma, Newton Compton, 2012. ISBN 978-88-541-4319-7.
- Le grandi famiglie di Roma antica. Storia e segreti, con Sara Prossomariti, Roma, Newton Compton, 2014. ISBN 978-88-541-7156-5.
- L'incredibile storia di Roma antica. Segreti, condottieri, personaggi, sfide e grandi battaglie, Roma, Newton Compton, 2016. ISBN 978-88-541-9610-0.
- L'ultima vittoria dell'impero romano. L'incredibile storia di una delle sfide più ardue di Roma: la battaglia di Strasburgo, Roma, Newton Compton, 2019. ISBN 978-88-227-3603-1, in collaborazione con Raffaele D'Amato.
- Epidemie e guerre che hanno cambiato il corso della storia, Roma, Newton Compton, 2020. ISBN 978-88-227-4678-8, in collaborazione con Gastone Breccia.
- Le Williams. La storia mai raccontata della famiglia che ha cambiato il tennis femminile, Roma, Newton Compton, 2022. ISBN 978-88-227-6364-8, in collaborazione con Matteo Renzoni.
- Le guerre della Russia. Storia dei conflitti che hanno forgiato un impero dal Medioevo all'invasione dell'Ucraina, Roma, Newton Compton, 2022. ISBN 978-88-227-6985-5, in collaborazione con Gastone Breccia.
- I segreti che hanno fatto grande l'impero romano, Roma, Newton Compton, 2023. ISBN 978-88-227-8264-9
- La storia del mondo in 1001 battaglie. Dagli egizi ad Alessandro Magno, dai romani al Medioevo, da Napoleone alla II guerra mondiale, fino ai giorni nostri, Roma, Newton Compton, 2023. ISBN 978-88-227-7995-3
- Il conflitto israeliano-palestinese, Newton Compton, 2023, ISBN 978-88-227-8355-4
- Le origini di Roma. La leggenda di una città destinata a dominare il mondo, Newton Compton, 2024, ISBN 978-88-227-8772-9
- Auschwitz. La vera storia, Newton Compton, 2025, ISBN 978-88-227-9297-6

### Romanzi
- 300 guerrieri. La battaglia delle Termopili, Newton Compton Editori, 2007. ISBN 978-88-541-0802-8
- Jerusalem, Newton Compton, 2008. ISBN 978-88-541-1042-7
- Un eroe per l'impero romano, Newton Compton, 2009. ISBN 978-88-541-1444-9
- Dictator
  - L'ombra di Cesare, Newton Compton, 2010. ISBN 978-88-541-1745-7
  - Il nemico di Cesare, Newton Compton, 2010. ISBN 978-88-541-2104-1
  - Il trionfo di Cesare, Newton Compton, 2010. ISBN 978-88-541-2219-2
- Marathon. La battaglia che ha cambiato la storia, Newton Compton, 2011. ISBN 978-88-541-2823-1
- I due centurioni, Barbèra, 2012. ISBN 978-88-7899-558-1
- La dinastia. Il romanzo dei cinque imperatori, Newton Compton, 2012. ISBN 978-88-541-3728-8
- Il tiranno di Roma, Newton Compton, 2013. ISBN 978-88-541-5147-5
- Gli invincibili
  1. Gli Invincibili: Alla conquista del potere, Newton Compton, 2013. ISBN 978-88-541-5019-5
  2. La battaglia della vendetta, Newton Compton, 2013. ISBN 978-88-541-6025-5
  3. Guerra sui mari. Il dominio su Roma, Newton Compton, 2014. ISBN 978-88-541-6932-6
  4. Sfida per l'impero, Newton Compton, 2015. ISBN 978-88-541-7783-3
- 300. Nascita di un impero. La battaglia di Salamina, Newton Compton, 2014. ISBN 978-88-541-5693-7
- I 300 di Roma, Newton Compton, 2015. ISBN 978-88-541-8038-3
- Roma Caput Mundi
  1. L'ultimo pretoriano, Newton Compton, 2016. ISBN 978-88-541-8852-5
  2. L'ultimo Cesare, Newton Compton, 2016. ISBN 978-88-541-8853-2
  3. L'ultima battaglia, Newton Compton, 2016. ISBN 978-88-541-8858-7
- Il custode dei 99 manoscritti, Newton Compton, 2017. ISBN 978-88-227-0414-6
- Missione impossibile, Newton Compton, 2017. ISBN 978-88-227-0774-1
- Lo chiamavano gladiatore, con Massimo Lugli, Newton Compton, 2018. ISBN 978-88-227-1421-3
- La spia dei Borgia, Newton Compton, 2018. ISBN 978-88-227-1575-3
- Il cospiratore. La congiura di Catilina, Newton Compton, 2018. ISBN 978-88-227-2303-1
- La guerra infinita, Newton Compton, 2019. ISBN 978-88-227-3025-1
- L'enigma del gesuita, Newton Compton, 2019. ISBN 978-88-227-3382-5
- Il bibliotecario di Auschwitz, Newton Compton, 2020. ISBN 978-88-227-3653-6
- L'eroe di Milano, Cairo editore, 2020. ISBN 978-88-309-0096-7
- Invasion saga
  1. I tre cavalieri di Roma, Newton Compton, 2020. ISBN 978-88-227-4793-8
  2. Attacco all'impero, Newton Compton, 2021. ISBN 978-88-227-5066-2
  3. I traditori dell'impero, Newton Compton, 2023. ISBN 978-88-227-5068-6
- I lupi di Roma, Newton Compton, 2021. ISBN 978-88-227-4984-0
- L'ultimo soldato di Mussolini, Newton Compton, 2021. ISBN 978-88-227-5806-4
- La saga di Teseo. L'eroe di Atene, Newton Compton, 2022, ISBN 978-88-227-6888-9
- Il nazista che visse due volte. Caccia all'uomo che liberò Mussolini, Newton Compton, 2022, ISBN 978-88-227-7185-8
- Il dio della guerra, Newton Compton, 2023, ISBN 978-88-227-7868-0
- Napoleone, Newton Compton, 2023, ISBN 9788822781239
- Tempesta su Mussolini. Un grande romanzo storico sul delitto Matteotti, Rai Libri, 2024, ISBN 9788839718860
- Delitto al Palatino. La prima indagine di Quinto Aurelio Simmaco, Newton Compton, 2024, ISBN 9788822786395
- Il gladiatore, Newton Compton, 2024, ISBN 9788822790583